# Sylvan im Weihersgrund

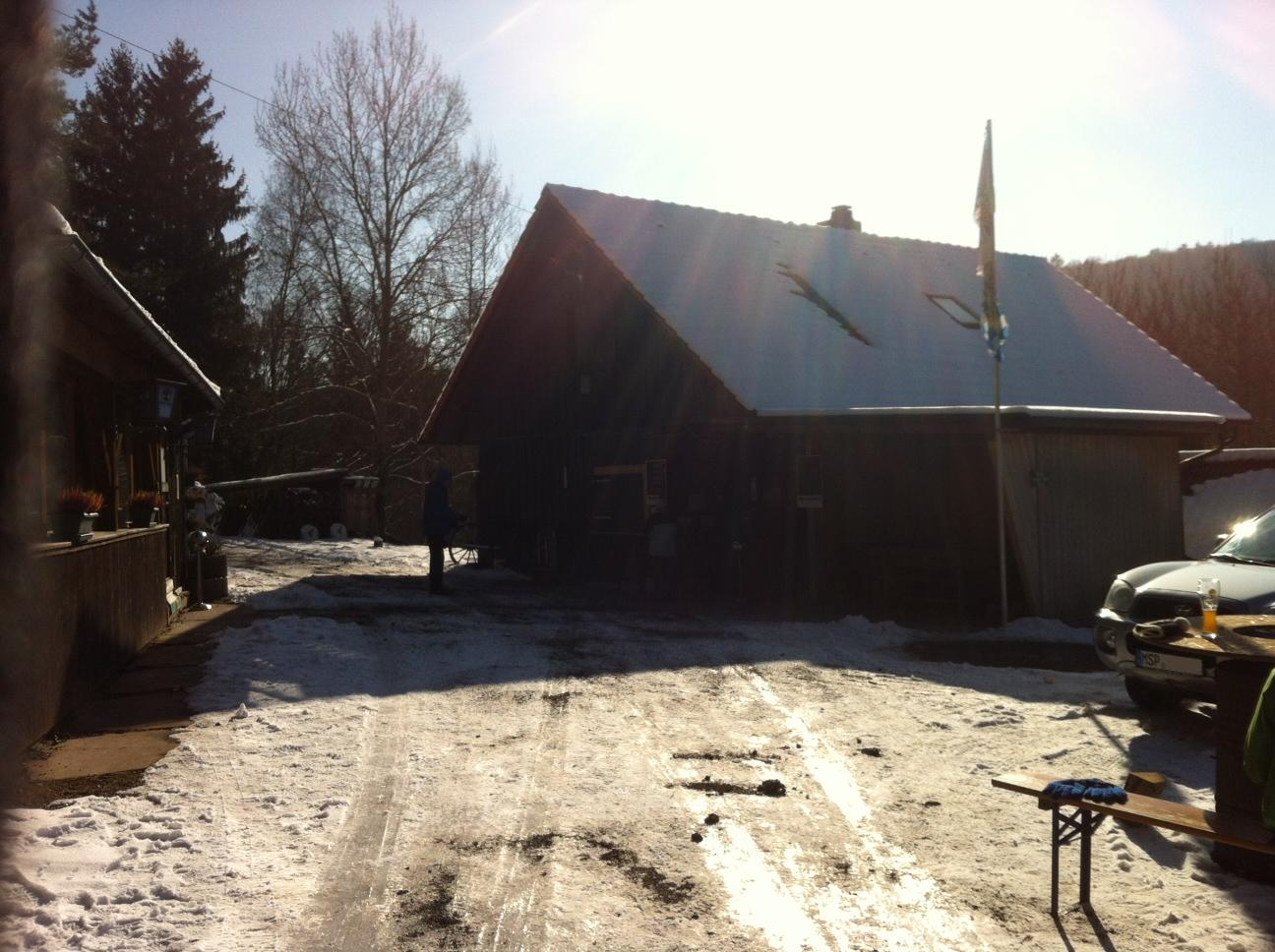
Im Blick die Gaststätte im Winter 2015.

Sylvan im Weihersgrund (amtlich: Sylvan i. Weihersgrund) ist ein Gemeindeteil der Gemeinde Bischbrunn im unterfränkischen Landkreis Main-Spessart in Bayern.

## Geographie
Das Forsthaus Sylvan liegt von Wäldern umgeben im Spessart am linken Ufer des Heinrichsbachs im Weihersgrund und gehört als Exklave im Fürstlich Löwensteinschen Park zur Gemeinde Bischbrunn. Von der Staatsstraße 2312 aus ist der Ort über verschiedene Fahrwege erreichbar. Im Norden und Osten erstreckt sich die Bauhöhe mit 533 m ü. NHN.

## Geschichte
Der Name Sylvan geht zurück auf Silvanus, den römischen Gott des Waldes. Der Namenszusatz „im Weihersgrund“ unterscheidet es vom Forsthaus Sylvan bei Altenbuch.
Das Forsthaus Sylvan wurde in den Jahren 1817 bis 1819 im Rahmen des Zaunbaus für den Löwensteinschen Wildpark errichtet. Im Jahr 1820 erbaute man etwas unterhalb von Sylvan die heute nicht mehr bestehende Weihersmühle, die auch Sylvanmühle genannt wurde. Laut einem Brandversicherungsschein bestand das Gehöft im Jahr 1887 aus einem Wohnhaus, einem Backhaus und einer Scheune.
Seit dem Jahr 1948 befindet sich in einem Teil des Gehöfts eine Gastwirtschaft. Ab 1972 erfolgte ein Umbau des verbleibenden Gehöftsteils durch den DAV zur Sektionshütte Sylvan. Mit der Einweihung im Jahr 1974 kann die Selbstversorgerhütte genutzt werden. 1982/83 erfolgte der Anbau einer Küche an die Sektionshütte. Das Gehöft ist nach wie vor im Eigentum der fürstlichen Familie.